# Ingegerd af Danmark
 Der er for få eller ingen kildehenvisninger i denne artikel, hvilket er et problem. Du kan hjælpe ved at angive troværdige kilder til de påstande, som fremføres i artiklen.

Ingegerd af Danmark (svensk: Ingegärd Knutsdotter) (født i 1085 eller 1086 - ) var prinsesse af Danmark og stammoder til Folkungaslægten.

## Familie og opvækst
Ingegerd var datter af Adele af Flandern (1066-1115) og Kong Knud den Hellige (ca. 1042-1086). Hun var tvillingesøster til Cæcilia af Danmark og lillesøster til Karl af Flandern.
Efter mordet på faderen i 1086, flygtede moderen tilbage til hjemlandet og forældrenes hof med sin sønnen Karl og efterlod døtrene hos Knuds halv-bror Erik Ejegod og svigerinde Bodil Thrugotsdatter. De tog dem formodentlig med til Sverige hvor begge senere blev gift. 

## Ægteskab og børn
I Sverige bliver Ingegerd gift med Folke den Tykke og derigennem stammoder til Folkungaslægten. Sammen fik de sønnerne Bengt Snivil og Knut Folkesson.